# Günther Siegmund
Günther Siegmund (* 16. Mai 1927 in Hamburg; † 20. Mai 1981 in Malcesine) war ein deutscher Schriftsteller, Schauspieler und Theaterregisseur. Von 1970 bis 1979 war er Intendant des Ohnsorg-Theaters.

## Leben

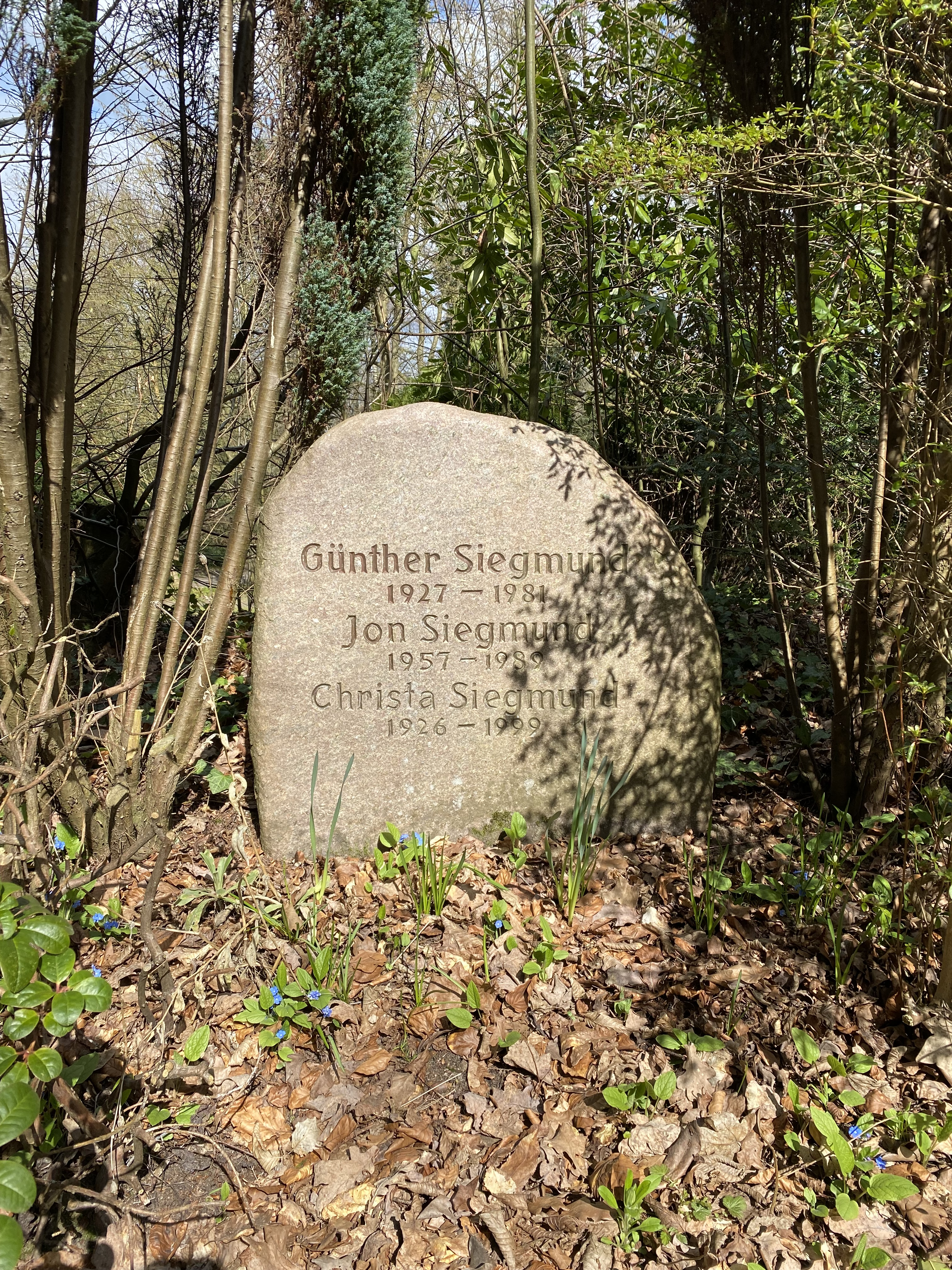
Grabstätte auf dem Friedhof Blankenese

Bereits im Alter von neun Jahren spielte Siegmund, Schüler des Mittelschullehrers und Volksschauspielers Otto Lüthje, im Ensemble des Ohnsorg-Theaters einen Zwergenkönig. Mit 20 Jahren begann er – durch das Theater inspiriert – zu schreiben.
1961 spielte er neben Hans Mahler, Heinz Lanker und Walter Scherau eine der Hauptrollen in der Fernsehaufzeichnung des Stückes In Luv und Lee die Liebe. In den 1960ern führte er auch Regie, so bei einigen erfolgreichen Fernsehinszenierungen des Hamburger Volkstheaters, wie Opa wird verkauft, Die Königin von Honolulu, Mein Mann, der fährt zur See oder Der möblierte Herr.
Nach dem Tod Hans Mahlers wurde Siegmund 1970 zum Intendanten des Ohnsorg-Theaters berufen. Unter ihm erlebte das Haus eine Modernisierung des Spielplans. Die Anzahl der Uraufführungen stieg, neue Stückeschreiber, die moderne, z. T. auch zeitkritische Themen verarbeiteten, wurden gewonnen, wie z. B. Konrad Hansen oder Walter A. Kreye.
Siegmund, der selbst für das Theater schrieb, bearbeitete z. B. Mudder Mews und führte während der Zeit seiner Intendanz auch weiter Regie. Neben Dramen und Lustspielen schrieb Siegmund auch Märchenspiele, Hörspiele und Geschichten. Zudem gehören einige kürzere Arbeiten wie Shantytexte zu seinem Werk. Außerdem war Siegmund Rezitator seiner eigenen Werke, u. a. auf der Schallplatte Lapüster, auf der er seine bekannten Weihnachtsgeschichten Un dat gift doch’n Wiehnachtsmann, Wiehnachten op See und Ward allns ehrlich deelt liest. Für seine in Hamburg uraufgeführte Komödie Brand-Stiftung erhielt Siegmund 1973 den Fritz-Stavenhagen-Preis.
Siegmund trat 1979 von seinem Vertrag als Intendant, der bis Ende der Spielzeit 1981/82 laufen sollte, vorzeitig zurück. Er starb zwei Jahre nach seinem Abschied vom Ohnsorg-Theater während eines Urlaubs in Malcesine am Gardasee. Beigesetzt wurde er auf dem Friedhof Blankenese.

## Aufzeichnungen aus dem Ohnsorg-Theater
Als Autor
- 1970: Mensch sein muß der Mensch – Regie: Hans Mahler, mit Werner Riepel, Edgar Bessen, Heidi Mahler, Gisela Wessel
- 1975: Mutter Griepsch mischt mit – Regie: Karl-Otto Ragotzky, mit Heidi Kabel, Heidi Mahler, Jürgen Pooch

Als Regisseur
- 1961: Opa wird verkauft, mit Henry Vahl, Edgar Bessen, Christa Wehling, Karl-Heinz Kreienbaum, Erna Raupach-Petersen, Ruth Rastedt
- 1965: Der rote Unterrock,  mit Jochen Schenck, Edgar Bessen, Hilde Sicks
- 1965: Der politische Bock, mit Karl-Heinz Kreienbaum, Heidi Mahler, Hilde Sicks
- 1966: Allzumal Sünder, mit Heini Kaufeld, Karl-Heinz Kreienbaum, Gisela Wessel, Jürgen Pooch
- 1966: Diederk soll heiraten, mit Hilde Sicks, Jürgen Pooch, Karl-Heinz Kreienbaum, Gisela Wessel
- 1966: Gastwirt Goebel, mit Otto Lüthje, Erna Raupach-Petersen, Ulla Mahrt
- 1966: Die Königin von Honolulu, mit Otto Lüthje, Jochen Schenck, Erna Raupach-Petersen,  Heidi Mahler
- 1968: Zwei Kisten Rum, mit Wiebke Allert, Otto Lüthje, Heini Kaufeld – (1. Aufzeichnung in Farbe)
- 1970: Trautes Heim, mit Heidi Mahler, Jürgen Pooch,  Otto Lüthje, Heidi Kabel, Ernst Grabbe
- 1971: Der möblierte Herr, mit Heidi Kabel, Jürgen Pooch, Hedy Schlossarek, Gisela Wessel, Helga Feddersen
- 1971: Der Weiberhof, mit Heidi Mahler, Heidi Kabel, Werner Riepel, Edgar Bessen
- 1971: Mein Mann, der fährt zur See, mit Christa Wehling, Edgar Bessen, Herma Koehn, Otto Lüthje, Henry Vahl
- 1972: Das Herrschaftskind, mit Heidi Kabel, Heidi Mahler, Rudolf Möller
- 1972: Zwei Engel, mit Heidi Kabel, Heidi Mahler, Jürgen Pooch, Werner Riepel
- 1973: Das Hörrohr, mit Hans Jensen, Jochen Schenck, Christa Wehling, Erna Raupach-Petersen, Heini Kaufeld
- 1976: Frauen an Bord, mit Jürgen Pooch, Heidi Mahler, Edgar Bessen
- 1976: Wenn der Hahn kräht, mit Karl-Heinz Kreienbaum, Hilde Sicks, Uwe Dallmeier, Ernst Grabbe
- 1977: Der rote Unterrock, mit Jochen Schenck, Rolf Bohnsack, Werner Riepel, Christa Wehling
- 1977: Die Venus von Müggensack, mit Heidi Kabel, Edgar Bessen, Gisela Wessel
- 1977: Mudder Mews, mit Heidi Kabel, Jochen Schenck, Heidi Mahler, Edgar Bessen
- 1977: Petrus gibt Urlaub, mit Jochen Schenck, Jens Scheiblich, Rolf Bohnsack, Christa Wehling
- 1977: Rum aus Jamaika, mit Hilde Sicks, Ursula Hinrichs, Gisela Wessel, Heidi Mahler
- 1978: Und oben wohnen Engels, mit Erna Raupach-Petersen, Jasper Vogt, Herma Koehn, Gisela Wessel, Ernst Grabbe

Als Schauspieler
- 1958: Zwei Kisten Rum (Friedrich Timpe) – Regie: Günther Siegmund, mit Walter Scherau, Erna Raupach-Petersen, Heinz Lanker
- 1961: In Luv und Lee die Liebe (Moses) – Regie: Hans Mahler, mit Karl-Heinz Kreienbaum, Walter Scherau, Hilde Sicks
- 1962: Schweinskomödie (Walter Meiners) – Regie: Hans Mahler, mit Walter Scherau, Christa Wehling, Jochen Schenck
- 1966: Die Königin von Honolulu (Jens) – Regie: Günther Siegmund, mit Otto Lüthje, Jochen Schenck, Erna Raupach-Petersen,  Heidi Mahler
- 1968: Zwei Kisten Rum (Friedrich Timpe) – Regie: Günther Siegmund, mit Wiebke Allert, Otto Lüthje, Heini Kaufeld – (1. Aufzeichnung in Farbe)
- 1969: Der Bürgermeisterstuhl (Westphal) – Regie: Hans Mahler, mit Heinz Lanker, Henry Vahl, Heidi Kabel, Christa Wehling

## Filmografie
- 1968: Otto und die nackte Welle